# Pellonula leonensis
Pellonula leonensis är en fiskart som beskrevs av Boulenger, 1916. Pellonula leonensis ingår i släktet Pellonula och familjen sillfiskar. Inga underarter finns listade i Catalogue of Life.